# Жаргалант (Туве)
Жаргалант (монг. Жаргалант) — сомон аймака Туве, Монголия.
Центр сомона — посёлок Жаргалант находится в 170 километрах от города Зуунмод и в 150 километрах от столицы страны — Улан-Батора.
Есть школа, больница, торгово-культурные центры.

## География
На территории сомона постираются хребты Хэнтэя Хуулийхан, Ногоон-Нуруу (1500-1900 метров), долины рек Жаргалант, Загдал, Зуухий и др. Водятся волки, лисы, олени, лоси, корсаки, зайцы.
Климат резко континентальный. Средняя температура января -25°С, июля +18°С. В год в среднем выпадает 240-360 мм осадков.
Имеются запасы свинца и золота.